# Sclerophrys turkanae
Sclerophrys turkanae – słabo poznany afrykański gatunek płaza bezogonowego z rodziny ropuchowatych. Jest endemitem Kenii o ograniczonym zasięgu występowania.

## Systematyka
W przeszłości zaliczano go do licznego rodzaju Bufo.

## Występowanie
Zwierzę to stwierdzono jedynie w dwóch miejscach na świecie, przy czym oba znajdują się w Kenii. Jedno z nich leży nad Jeziorem Rudolfa, na jego południowo-wschodnim brzegu. Kolejne natomiast, leżące na południe od poprzedniego, otacza rzekę Ewaso Ng’iro, wchodząc w skład rezerwatu Samburu. Prawdopodobnie zasięg występowania jest jednak szerszy.
Zasiedlane przez tego płaza okolice są dość suche, aczkolwiek położone w pobliżu wody.

## Rozmnażanie
W środowisku wodnym.

## Status
Trend liczebności populacji nie jest znany.
Zasięg występowania gatunku zawiera co najmniej jeden obszar chroniony – rezerwat Samburu.